# 파벨 체바누
파벨 체바누(루마니아어: Pavel Cebanu, 1955년 3월 28일 ~ )는 몰도바의 전직 축구 선수이다. 선수 시절 니스트루 키시너우 소속으로 활약했고 대부분 주장을 맡았으며 341경기에 출전하여 45득점을 기록했다. 1997년 2월 1일부터 몰도바 축구 협회의 회장직을 맡고 있으며 2003년 11월 몰도바 축구 협회로부터 UEFA 주빌리 어워드 수상자로 선정되었다.